# Чежесть-Каксі
Чеже́сть-Каксі́ (рос. Чежесть-Какси) — присілок в Можгинському районі Удмуртії, Росія.
Урбаноніми:
- вулиці — Зарічна, Центральна

## Населення
Населення — 21 особа (2010; 32 в 2002).
Національний склад станом на 2002 рік:
- удмурти — 72 %
- росіяни — 28 %